# Fantastiliardo
Il fantastiliardo è un numero e un ordine di grandezza smisuratamente ma imprecisamente elevato, ampiamente impiegato nelle avventure di Paperon de' Paperoni per riferirsi al conteggio delle sue ricchezze. Il termine è stato da qui esteso nella lingua parlata per esprimere cifre spropositate, ed è oggi accolto in numerosi dizionari della lingua italiana. Il numero è ottenuto, premettendo fantasti-(co) al suffisso -liardo di miliardo, triliardo, ecc. 

## Storia
Il termine sembra coniato per la prima volta da Gian Giacomo Dalmasso, nel prologo (frame-story) a "Il Fantastiliardo" (p. 46), fascicolo numero 34 de I Classici di Walt Disney (prima serie), pubblicato nel dicembre 1969. In esso, il fantastiliardo è definito come centomila miliardi, ovvero 1014.
Quindi un fantastiliardo sarebbe più piccolo di un googol (10100). Tuttavia, i due termini giocano (il primo in italiano e il secondo in inglese) un ruolo analogo: indicano cifre grandissime.
Per il suo carattere di cifra esageratamente alta, il fantastiliardo è statisticamente molto più frequente di fantastilione, cifra apparentata ma evidentemente di un ordine minore. Tuttavia, nell'avventura "Paperino e il giubileo del fantastilione", un fantastilione viene definito come 10111, ossia 100000000000 googol.
"Fantastiliardi" fu anche il titolo del volume 8 (agosto 1977) della seconda serie dei Classici Disney.